# I Heart You
"I Heart You" är en danspoplåt framförd av den amerikanska soul-sångerskan Toni Braxton, skriven och komponerad av henne själv tillsammans med exmaken Keri Lewis. Låten är planerad som albumspår på sångerskans ännu inte namngivna sjunde studioalbum (2012).
I "I Heart You" befinner sig framföraren i en situation där personen hon är kär i, inte är kär i henne. Låtens början har sagts likna en dansmix av David Morales från 90-talet med pianoackord och house-inspirerade taktslag. Emot mitten av låten sjunger Braxton istället att hon tänker "dansa bort alla bekymmer". I en intervju berättade sångerskan om tanken bakom låten; "Jag skrev den här låten med känslan man får när man kliver in i en klubb och hör en fantastisk melodi och vet på förhand att man kommer att få en rolig kväll." Inspelningen dokumenterades i sångerskans realityserie Braxton Family Values och visades i avsnittet "Bridezilla" den 1 mars 2012. Den officiella versionen gavs ut som skivans ledande singel den 29 mars 2012 via skivbolaget The Collective. Medias respons på låten var övervägande positiv. Några recensenter såg likheter med Deborah Coxs dansmusik.  "I Heart You" nådde en andraplats på Billboards danslista den 15 juni 2012. Följande vecka intog den förstaplatsen.
Musikvideon till singeln regisserades av Bille Woodruff som tidigare arbetat med sångerskan på videorna till 1990-tals klassikerna "Un-Break My Heart" och "You're Makin' Me High".

## Format och innehållsförteckningar
- Digital nedladdning

1. "I Heart You" (Original Version) - 3:21
2. "I Heart You (Remix) - 3:21

## Topplistor
| Lista (2012)                        | Topplacering |
| ----------------------------------- | ------------ |
| USA (Billboard Hot Dance Club Play) | 1            |